# Zhoukou

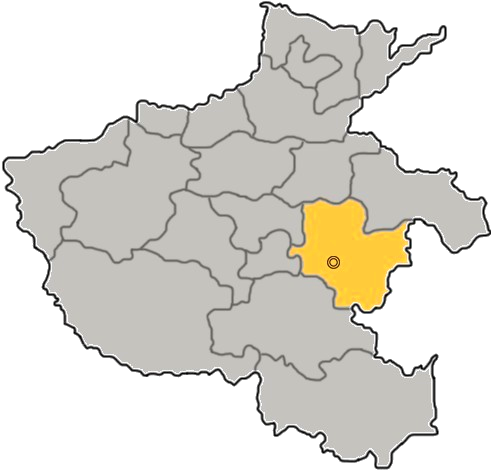
Lage Zhoukous in Henan

Zhoukou (chinesisch 周口市, Pinyin Zhōukǒu Shì) ist eine bezirksfreie Stadt in der chinesischen Provinz Henan. Sie hat einen Hafen am Fluss Ying He. Das Verwaltungsgebiet der Stadt hat eine Gesamtfläche von 11.959 km² und 9.026.015 Einwohner (Stand: Zensus 2020). In dem eigentlichen städtischen Siedlungsgebiet von Zhoukou leben 462.400 Menschen (Stand: Ende 2018).
Im Jahr 2010 wurde die Stadt Zhoukou nach einer vom chinesischen Fernsehen CCTV organisierten Umfrage als die Stadt in der Provinz Henan nominiert, in der die Einwohner sich am glücklichsten fühlen.
Administrativ setzt sich Zhoukou aus zwei Stadtbezirken, einer kreisfreien Stadt und sieben Kreisen zusammen. Diese sind (Stand: Ende 2018).:
- Stadtbezirk Chuanhui (川汇区), 141 km², 721.300 Einwohner;
- Stadtbezirk Huaiyang (淮阳区), 1.469 km², 976.500 Einwohner;
- Stadt Xiangcheng (项城市), 1.083 km², 973.200 Einwohner;
- Kreis Fugou (扶沟县), 1.170 km², 589.500 Einwohner;
- Kreis Xihua (西华县), 1.210 km², 737.000 Einwohner;
- Kreis Shangshui (商水县), 1.313 km², 880.000 Einwohner;
- Kreis Taikang (太康县), 1.761 km², 1.032.100 Einwohner;
- Kreis Luyi (鹿邑县), 1.238 km², 878.200 Einwohner;
- Kreis Dancheng (郸城县), 1.504 km², 957.000 Einwohner;
- Kreis Shenqiu (沈丘县), 1.070 km², 933.000 Einwohner.

1938 wurde die Stadt durch einen Dammbruch, den die Armee verursacht hatte, zerstört.